# Nagrada goya
Nagrada goya velja za najbolj prestižno filmsko nagrado v Španiji, ki jo že od leta 1987 podeljuje Španska akademija umetnosti in filmskih znanosti najboljšim dosežkom v vsaki izmed kategorij španskega filma. Nagrado predstavlja bronast 3- kilogramski doprsni kip slikarja Francisca de Goye, kiparja José Luisa Fernándeza, ki kipce oblikuje vse od 4. podelitve nagrad leta 1990 in je mnogo lažji od prejšnjega, ki je tehtal kar 15 kg in ga je izdeloval že od začetka Miguel Ortiz Berrocal.

Slovesna podelitev nagrad poteka ob koncu januarja in v začetku februarja ter sledi formatu ameriških filmskih nagrad oskar. Prva ceremonija se je odvijala 17. marca 1987 v gledališču Lope de Vege v španski prestolnici Madrid. Leta 2000 je bilo edinokrat, ko se nagrade niso podeljevale v Madridu, ampak v Barceloni.

## Zgodovina
12. november 1985 je pomembna prelomnica za špansko kinematografijo, kajti producent Alfredo Matas je sklical sestanek skupaj z vsemi pomembnimi imeni španske kinematografije v tistem času. Njegov namen je bil najti rešitev za probleme, ki so jih takrat težili. Iz takratnega sestanka se je naslednje leto rodila zveza, ki je danes poznana pod imenom Španska akademija filmske umetnosti in znanosti ter povod za ustanovitev nagrad goya.
Jaime de Armiñán in Teo Escamilla sta bila povodnika za pripravo prve ceremonije gala dogodka v gledališču Lope de Vega, ampak konec leta 1985 še vedno niso bili enotni glede samega poimenovanja in vzorca nagrade. Razpravljali so o različnih predlogih za ime nagrade (lumière, bañuel ali soles), na koncu pa so izglasovali, da se bo imenovala  goya, po svetovno znanem španskem slikarju Franciscu de Goyi. Nagrade so poimenovane po romantičnem slikarju, saj se je njegov umetniški slog po mnenju članov akademije približal filmografiji. Ker gre za kratko ime, so se s tem približali tudi filmskim nagradam v tujini (cezar, oskar).
Na isti letni slavnostni prireditvi podelijo tudi t. i. ''Goya de Honor'' (častna nagrada goya), nagrada za delo režiserja, o čemer odloča svet direktiva, ki priznava življenjsko predanost ustvarjanju filma. 
Nagrade goya so med drugim tudi priložnost številnih protestov in političnih manifestacij. José Luis Borau si je leta 1998 obarval roko v belo barvo, da bi pokazal svojo zavrnitev umora mestnega svetnika španske politične stranke PP Alberta Jiménez Becerrila in njegove žene. 
Leta 2003 je podelitev nagrad zaznamoval protest o belgijskem sporu v Iraku. Takrat so številni povabljenci in nagrajenci prišli na dogodek z letakom v roki, na katerem je bil napis ''Recimo ne vojni!''
Leto kasneje je dokumentirani film La pelota vasca sprožil številne proteste španskega Združenja žrtev terorizma, češ da naj bi v njem izenačevali povzročitelje terorizma z njihovimi žrtvami. Protestniki so tako prosili za podporo prisotnih na podelitvi v obliki nošenja nalepke s sloganom proti organizaciji ETA. Številni udeleženci gala dogodka so v znak podpore nosili nalepke, na katerih so nasprotovali terorizmu, hkrati pa izrazili podporo svobodi izražanja.
José Luis Rodríguez Zapatero je leta 2005 postal prvi predsednik vlade, ki se je udeležil podelitve nagrad goya. Njegova politična stranka Španska socialistična delavska stranka (PSOE) se je posledično spopadala z očitki, da skuša dogodek politizirati.
Leta 2010 Álex de la Iglesia v svojem govoru kritiziral zakon, ki je dovoljeval ukinitev spletnih strani z nezakonitimi prenosi. 
Od 26. podelitve zapovrstjo, leta 2011, so uvedli, da je starost nad 16 let edini pogoj za obravnavo kandidata v katerikoli interpretativni kategoriji. Ne upošteva se narodnost ali jezik, v katerem govori igralec ali njegov lik. Do tedaj je šesterica mlajših od 16 let osvojila nagrade v interpretativnih kategorijah: Andoni Erburu (10 let), Ivana Baquero (12 let), Nerea Camacho (12 let), Juan José Ballesta (13 let), Francesc Colomer (14 let), Marina Comas (15 let) in María Valverde (16 let).
Podelitev leta 2014 je zaznamovala odsotnost ministra za šolstvo, kulturo in šport, ki se slovesnosti ni udeležil prvič v njeni zgodovini. Takratni minister José Ignacio Wert je svojo odsotnost opravičil z natrpanostjo urnika, a je naletel na močno neodobravanje kulturnikov in javnosti. Vladna odsotnost je bila ena najbolj vročih tem večera, izognil se ji ni niti takratni voditelj prireditve Manuel Fuentes, ki je izpostavil pomen enotnosti v težkih trenutkih, ki jih prestaja kulturni sektor.

## Kategorije
• nagrada goya za najboljši film (od l. 1986)                                                                     
• nagrada goya za najboljšega režiserja (od l. 1986)                                                                              
• nagrada goya za najboljšega režiserja debitanta (od l. 1989)                          
• nagrada goya za najboljši ozvirni scenarij (od l. 1988)                                  
• nagrada goya za najboljši adaptirani scenarij (od l.1988)                             
• nagrada goya za najboljšega glavnega igralca (od l. 1986)                              
• nagrada goya za najboljšo glavno igralko (od l.1986)                                     
• nagrada goya za najboljšega stranskega igralca (od l. 1986)                           
• nagrada goya za najboljšo stransko igralko (od l. 1986)                                  
• nagrada goya za najboljšega mladega igralca (od l. 1994)                               
• nagrada goya za najboljšo mlado igralko (od l.1994)                                     
• nagrada goya za najboljšo originalno glasbo (od l.1986)                                 
• nagrada goya za najboljšo pesem (od l. 2000)                                                
• nagrada goya za najboljšo montažo (od l. 1986)                                              
• nagrada goya za najboljšo fotografijo (od l. 1986)
• nagrada goya za najboljšo produkcijo (od l. 1987)
• nagrada goya za najboljšo umetniško produkcijo (od l. 1986)
• nagrada goya za najboljšo kostumografijo (od l. 1986)
• nagrada goya za najboljše ličenje in frizuro (od l. 1986)
• nagrada goya za najboljši zvok (od l.1986)
• nagrada goya za najboljše specialne efekte (od l. 1986)
• nagrada goya za najboljši animiran film (od l. 1989)
• nagrada goya za najboljši kratko-montažni animiran film (od l. 1994)
• nagrada goya za najboljši kratko-montažni dokumentiran film (od l. 1993)
• nagrada goya za najboljši kratko-montažni igrani film (od l. 1989)
• nagrada goya za najboljši evropski film (od l. 1992)
• nagrada goya za najboljši dokumentiran film (od l. 2001)
• nagrada goya za najboljši film v španščini (od l. 1986)
• častna nagrada goya (od l. 1986)

## Zanimivosti
Film Dias contados (1994) je film z največ nominacij za nagrado Goya: 11 nominacij. Ostali filmi z rekordnimi nominacijami so še La niña de tus ojos, Blancanieves, Belle Époque in La Isla Mínima.
Film Átame režiserja Pedra Almódovarja je edinstveni, saj je bil nominiran v kar 15 kategorijah, zmagal pa ni v nobeni.
Igralci z največ nominacijami do sedaj so: Juan Diego, Eduard Fernández, Maribel Verdú in Victoria Abril.
Najmlajši igralec, ki je prijel nagrado goya, je Adnoni Erberu z 10 leti (Secretos del corazón). Rafaela Apricio pa je najgrajenka z najvišjo starostjo (83 let).
Filmi z največ nagrad goya:
Mar adentro (2004): 14 nagrad
¡Ay, Caramela! (1990): 13 nagrad
Blancanieves (2012): 10 nagrad
La Isla Mínima (2014): 10 nagrad
Osebnosti z največ nagrad goya:
Verónica Forqué: 4 nagrade
Carmen Maura: 4 nagrade
Javier Bardem: 5 nagrad
Alejandro Aménabar: 9 nagrad
Alberto Iglesias: 10 nagrad
Zadnji nagrajenci ''Goya de Honor'':
Concha Velasco (2013)
Jaime de Armiñán (2014) 
Antonio Banderas (2015)
MarianoOzores (2016)
Ana Belén (2017)
Marisa Peredes (2018)